# Nikolaus Gumberger

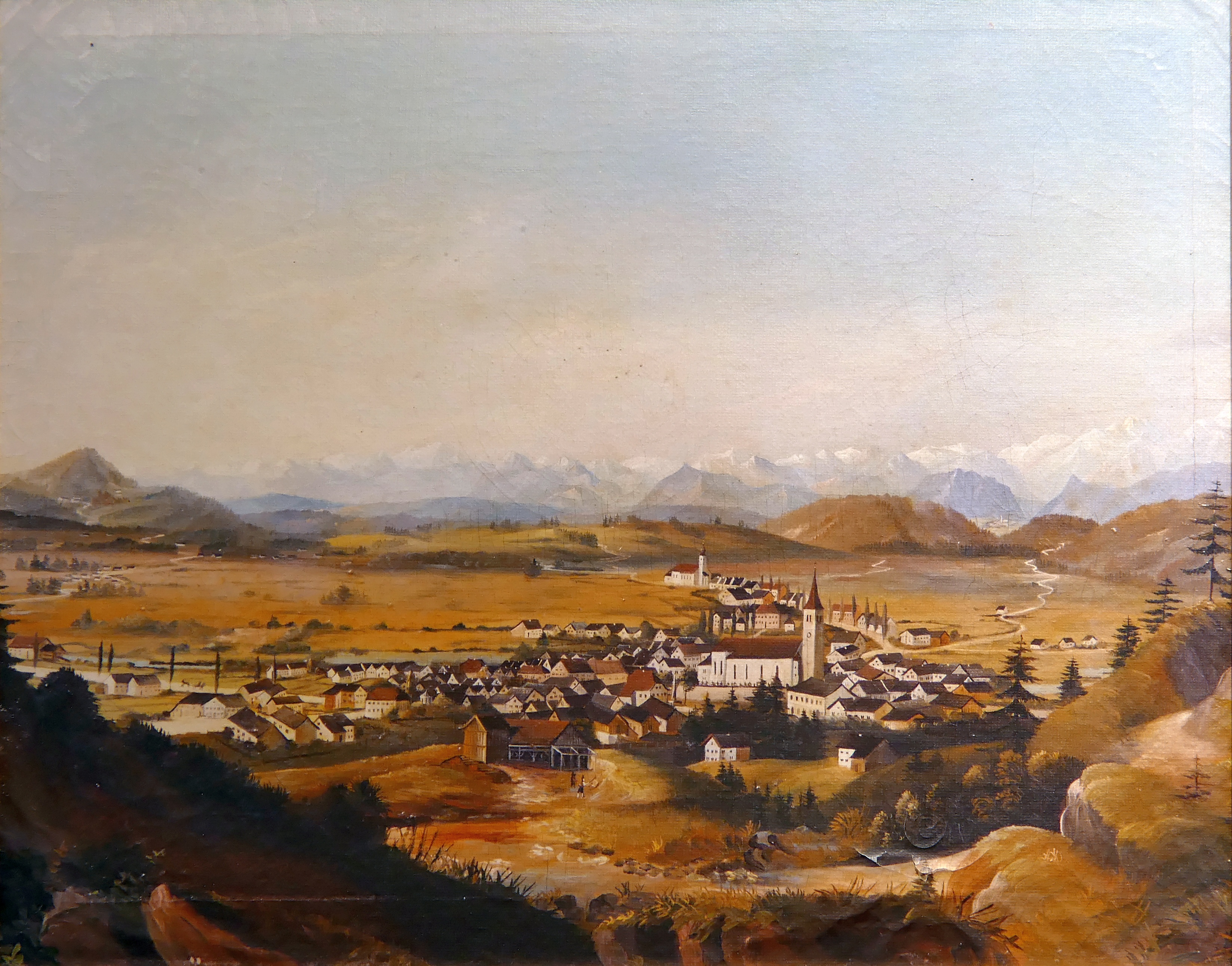
Nikolaus Gumberger: Peiting 1888

Nikolaus Gumberger (geboren am 6. Dezember 1822 in Weixerau (Gemeinde Eching bei Landshut); gestorben am 16. August 1898 in Rosenheim) war ein in Bayern tätiger Vedutenmaler.